# 조 (배우)
조 (チョー, 1957년 12월 15일 ~ )는 일본의 성우이자 배우이다.

## 출연작

### TV 애니메이션
- 짱구는 못말려 - 신돌식 (짱구 할아버지)
- 루니 툰 - 엘머 퍼드
- 덕 다저스 - 퍼드
- GTO (만화) - 우치야마다 히로시
- 원피스 - 브룩

2015년
- 죠죠의 기묘한 모험 스타더스트 크루세이더즈 (윌슨 필립스)